# شاكر العاشور
شاكر عاشور كاظم العاشور (1947) شاعر عراقي. ولد في مدينة البصرة. مجاز في القانون من جامعة البصرة 1969. عمل مذيعاً فرئيسًا للمذيعين في تلفزيون البصرة، ثمّ مسؤولًا للإعلام ومشاورًا قانونيًا في المنشأة العامة لناقلات النفط. هو عضو الاتحاد العام للأدباء العراق. من دواوينه الشعرية أحببت الجارة يا أمي 1969 و تسعة أصوات 1971 و الإنذار الأخير لأزهار الحدائق 1972 و في حضرة المعشوق والعاشق 1975 و دم البحر أزرق وعرف كذلك باهتماماته وتنقيباته في التراث العربي.

## سيرته
ولد شاكر بن عاشور بن كاظم العاشور سنة 1947 في مدينة البصرة جنوبي العراق. حصل على البكالوريوس في القانون من جامعة البصرة سنة 1969. عمل من 1969 حتى 1976 مذيعاً فرئيساً للمذيعين في تلفزيون البصرة، ومحامياً خلال عامي 1976-77 ومسؤولاً للإعلام ومشاوراً قانونياً في المنشأة العامة لناقلات النفط العراقية 1978-1980. ثم انتقل للعمل في القسم القانوني في شركة نفط الشمال بالعراق. أحيل على التقاعد لبلوغه السن القانونية. ثم اشتغل منصب الخبير التراثي لدار صادر للنشر في بيروت.

هو عضو الاتحاد العام للأدباء والكتاب في العراق وعضو اتحاد الأدباء العرب. شارك في العديد من المؤتمرات والمهرجانات الشعرية المحلية والعربية. نشرت عن دواوينه وتحقيقاته التراثية عدد من الدراسات والمراجعات في مجلات العراق وصحفها مثل الأقلام والطليعة الأدبية والمورد.

## حياته الشخصية
```
متزوج وله بنتان، ليال 1977 وريما 1980.
[
4
]
```

## شعره
كتب الباحث جواد الباهلي جانبا من خصائص العاشور الإبداعية فصرّح «(كان محبا للتراث العربي الذي يمثل حصيلة فكره الذي عبّر فيه عن كل القضايا التي تخص المجتمع، كالمرأة التي احتلت مكانة كبيرة في شعره، وكذلك البحر، الذي يحتل مساحة رؤاه .وفي كل ما تقدم كان الشاعر يعيش مع الإنسان في معاناته وألمه وغربته، وما ينتابه من شعور بالضياع والحرمان، وهو يحاول في شعره طرح قضايا المجتمع .»

## مؤلفاته
- أحببت الجارة يا أمي 1969
- تسعة أصوات 1971
- الإنذار الأخير لأزهار الحدائق 1972
- في حضرة المعشوق والعاشق 1975
- دم البحر أزرق ، 1979
- تلاوة في ما قالته ريما للشمس ،
- ديوان أبي الفتح البستي ، تحقيق
- ديوان محمد بن حازم الباهلي ، تحقيق
- النظرية العربية الثورية ومسألة الحياد الإيجابي

## وصلات خارجية
- في أرشيف المجلات